# Vénès
Vénès – miejscowość i gmina we Francji, w regionie Oksytania, w departamencie Tarn.
Według danych na rok 1990 gminę zamieszkiwało 558 osób, a gęstość zaludnienia wynosiła 20 osób/km² (wśród 3020 gmin regionu Midi-Pireneje Vénès plasuje się na 547. miejscu pod względem liczby ludności, natomiast pod względem powierzchni na miejscu 342.).